# حبیب‌الله چایچیان
حبیب‌الله چایچیان (زاده ۱۳۰۲ در تبریز – درگذشت ۹ آذر ماه ۱۳۹۶ تهران) متخلص به حسان، شاعر ایرانی  و شناخته‌شده به دلیل سرودن اشعار آیینی بود. به خاطر شهرت گسترده‎‌اش او را پدر شعر آیینی در ادبیات فارسی می‌نامند.

## زندگینامه
حبیب چایچیان متخلص به حسان شاعر اهل بیت عصمت و طهارت در تاریخ 8 خرداد ماه سال 1302 هجری شمسی مطابق با 14 شوال 1341 هجری قمری در تبریز زاده شد . مادر ایشان سیده ملوک داورپناه از سادات جلیل القدر موسوی و پدر ، محمد حسین چایچیان از تجار معتبر چای بود . نام خانوادگی چایچیان نیز نشان از حرفه پدری دارد.وی در اوان کودکی به اتفاق خانواده به تهران مهاجرت نمود ودر محله شاهپور (وحدت اسلامی) سکنی گزید.تقریبآ در سن پانزده سالگی با فقدان ناگهانی پدر مواجه شد و اولین شعر خودرا در رثای پدر سرود :
پدرم رخت از این جهان بربست / کمرم از غم و محن بشکست 
می کنم شکر لیک یزدان را / گر پدر نیست باز مادر هست
آموزش ابتدایی را در دبستان اتحادیه شرف احمدی و تحصیلات متوسطه را در مدرسه ایران و آلمان به پایان برد.دراین دبیرستان که بعدها به هنرستان ماندگار صنعتی تهران تغییر نام یافت ، با زبان آلمانی و اشعار گوته شاعر بلند آوازه آلمان آشنا شد.معلم ادبیات او در این مدرسه شاعر نوپرداز بزرگ ، علی اسفندیاری مشهور به نیما یوشیج بود.به این ترتیب با نوآوری های مطرح در ساختار ادبیات معاصر نیز آشنایی پیدا کرد.
درشهریور 1337 شمسی به استخدام بانک بازرگانی درآمد ودر اول دی ماه 1359 شمسی پس از 22 سال کار در بانک ، به تقاضای خود بازنشسته شد تا فرصت بیشتری برای فعالیت های هنری و مذهبی داشته باشد.
در اولین سفر خویش به کربلای معلی که با همراهی مادر و مادر بزرگ و در ایام جوانی اتفاق افتاد ، عنایات و کرامات بی شماری از حضرت اباعبدالله الحسین(علیه السلام) مشاهده کرد و بدین جهت باخویش عهد نمود که از این پس طبع شعرش را منحصر به مدایح و مراثی اهل بیت نماید و در بازگشت به وطن چنین کرد و همه اشعار سابق خودرا ازبین برد
تخلص شعری خودرا پس از تفال به قرآن کریم از آیه هفتاد سوره مبارکه الرحمن انتخاب کرد:"فیهن خیرات حسان".اولین مجموعه شعری مذهبی خودرا بنام گلهای پرپر در رثای شهدای کربلا به صورت نظم و نثر وبا هزینه شخصی منتشر کرد.

## همسر و فرزندان
در سال 1332 شمسی بایکی از نوادگان عالم بزرگ تهران مرحوم میرزا احمد آشتیانی ازدواج کرد حاصل این ازدواج دو دختر به نام هاله و لاله و دو پسر به نام محسن و مهدی شد.

## تاثیر پذیری از سایر شعرا
از شعرای قدیم به خواجه شمس الدین محمد ،حافظ شیراز عشق می ورزید چنانکه چندین غزل از خواجه شیراز تضمین نموده و در بیتی شعر خواجه حافظ را به کیمیا و شعر خویش را به مس تشبیه نموده است :
تبدیل کیمیای تو "حافظ" به مس کنم / شعر تورا به شعر "حسان" منعکس کنم
همچنین به اشعار مرحوم صائب تبریزی و میرزا محمد تقی حجت الاسلام نیر تبریزی علاقه فراوان داشت.از شعرای معاصر بیش از همه با مرحوم دکتر قاسم رسا (ملک الشعرای آستان قدس رضوی) و سید محمد علی ریاضی یزدی دوست بود.درسال 1366 شمسی دیدار صمیمانه ای باسید محمد حسین بهجت تبریزی متخلص به شهریار داشت و این شاعر نامدار دست نوشته ای -تقریض گونه- با خط خوش برای ایشان تحریر کرد.

## آشنایی با علامه امینی و علامه سید مرتضی عسکری
سرودن غزلی زبان حال سیدالشهدا دررثای حضرت ابوالفضل العباس (علیهمالسلام) با مطلع :
درپیش تو ای ساقی سرمست نشستم / افتادی و من هم به تو پابست نشستم
مقدمه ای شد برای راهیابی وی به مجلس پربرکت علامه عبدالحسین امینی نجفی صاحب کتاب کم نظیر الغدیر، به طوری که بیشترین تاثیر روحانی و فیض معنوی را از محضر این محقق نامدار دریافت کرد و بعضی از اشعار خویش را مستقیماً تحت اشراف و راهنمایی این عالم بزرگ سرود.همچنین در مجالس سخنرانی علامه سید مرتضی عسکری شرکت می جست.

## اشعارمعروف
آثار زیادی از او در خاطر محبین اهل بیت به یادگار مانده که از جمله معروف ترین آنها غزلی است خطاب به امام رضا (علیه السلام) با مطلع :
آمدم ای شاه پناهم بده/ خط امانی زگناهم بده
که با اجرای مرحوم محمد علی کریمخانی جاودانه شد . همچنین شعری که غالباً در شب عاشورا دستمایه مداحان برای سینه زنی است با مطلع:
امشب شهادت نامه عشاق امضا می شود / فردا زخون عاشقان این دشت دریا می شود 

## مهم ترین آثار و کتب منتشرشده
1-گلهای پرپر (نظم ونثر)
2-ای اشکهابریزید (نظم)
3-خلوتگاه راز (نظم)
4-زمزمه های قلب من (نظم) 
5-فاطمه الزهرا ام ابیها (گفتار علامه امینی)
6-زینب بانوی قهرمان کربلا (ترجمه کتاب عایشه عبدالرحمن معروف به دکتر بنت الشاطی)

## درگذشت و واکنش‌ها
وی در عصر پنج شنبه ۹ آذر ۱۳۹۶ در سن ۹۴ سالگی درگذشت. پیکر وی صبح جمعه ۱۰ آذر ۱۳۹۶ از بیمارستان شهدای تجریش تشییع و در بهشت زهرا قطعه ۷۳، ردیف ۱۷۷ خاکسپاری شد.
در مراسم تشییع و خاکسپاری او دوستان و خانواده و بعضی از شعرا و مسئولین کشور نیز حضور داشتند.
در واکنش به فوت این شاعر، مسئولین و اعضای جامعه شعر و ادب ایران از جمله آیت الله خامنه ای رهبر جمهوری اسلامی
، علی لاریجانی رئیس مجلس شورای اسلامی
، عباس صالحی وزیر ارشاد، محمدعلی نجفی شهردار تهران. مهدی قزلی مدیرعامل بنیاد شعر و ادبیات داستانی مجید غلامی جلیسه مدیر عامل خانه کتاب و بهرام قاسمی سخنگو و رئیس مرکز دیپلماسی عمومی وزارت امور خارجه پیام تسلیت ارسال کردند.